# 유럽두더지
유럽두더지(Talpa europaea)는 두더지과에 속하는 포유류의 일종이다. 북방두더지로도 불린다.

## 같이 보기
- 두더지류